# (467005) 2016 CK81
(467005) 2016 CK81 es un asteroide perteneciente al cinturón de asteroides descubierto por el Mount Lemmon Survey el 16 de octubre de 2006 desde el Observatorio del Monte Lemmon (Arizona, Estados Unidos).